# Винокуров Віталій Миколайович
Віталій Миколайович Винокуров (нар. 24 червня 1955) — український футбольний тренер.

## Кар'єра тренера
З лмпня 1997 року допмогав тренувати кіровоградську «Зірку». Паралельно з роботою в першій команді протягом сезону 1997/98 років був головним тренером фарм-клубу кіровоградців, «Зірки-2», яка виступала в Другій лізі (група Б). Під керівництвом Віталія кіровоградці зайняли передостаннє 16-е місце в своїй групі. По завершенні сезону був звільнений з посади головного тренера другої команди, проте до червня 1999 року залишався працювати в тренерському штабі «Зірки». З липня 2004 по липень 2005 року працював спортивним директором «Зірки». На початку 2005 року, після звільнення Вадима Даренка, виконував обов'яки головного тренера «Зірки».